# Progress in Photovoltaics
Progress in Photovoltaics ist eine monatlich jährlich erscheinende, begutachtete wissenschaftliche Fachzeitschrift, die seit 1993 von Wiley herausgegeben wird. Sie publiziert Original-Research-Artikel im Bereich Photovoltaik, insbesondere zu dem technischen Fortschritt in diesem Fachgebiet. Thematisch richtet sich die Zeitschrift vor allem an Ingenieure und Wissenschaftler aus den Bereichen Elektrotechnik, Mikroelektronik und erneuerbare Energien.
Der Impact Factor lag im Jahr 2020 bei 7,953, der fünfjährige Impact Factor bei 5,636. Damit lag das Journal beim Impact Factor auf Rang 17 von insgesamt 114 in der Kategorie „Energie und Treibstoffe“ gelisteten wissenschaftlichen Zeitschriften, auf Rang 59 von 334 Zeitschriften in der Kategorie „Materialwissenschaften, multidisziplinär“ und auf Rang 21 von 160 Zeitschriften in der Kategorie „Angewandte Physik“.